# Шорда
Шорда — река в России, протекает в Плесецком районе Архангельской области. Устье реки находится в 107 км по левому берегу реки Мехреньга. Длина реки составляет 111 км, площадь водосборного бассейна — 1040 км². В 4 км от устья, по правому берегу реки впадает река Нельнега.

## Данные водного реестра
По данным государственного водного реестра России относится к Двинско-Печорскому бассейновому округу, водохозяйственный участок реки — Северная Двина от впадения реки Вага и до устья, без реки Пинега, речной подбассейн реки — Северная Двина ниже места слияния Вычегды и Малой Северной Двины. Речной бассейн реки — Северная Двина.
Код объекта в государственном водном реестре — 03020300412103000033607.